# Wiebesia punctatae
Wiebesia punctatae är en stekelart som beskrevs av Wiebes 1993. Wiebesia punctatae ingår i släktet Wiebesia och familjen fikonsteklar. Inga underarter finns listade i Catalogue of Life.